# Philip Moeller
Pour les articles homonymes, voir Moeller.
Philip Moeller, né le 26 août 1880 à New York, ville où il est mort le 26 avril 1958, est un acteur, dramaturge, metteur en scène et producteur de théâtre (occasionnellement réalisateur) américain.

## Biographie
Actif principalement au théâtre, où il débute comme acteur, Philip Moeller est en 1918 l'un des membres fondateurs de la Theatre Guild (en), ayant son siège à New York. Celle-ci produit de nombreuses pièces à Broadway, où l'acteur exerce dès 1915 comme dramaturge et metteur en scène.
Parmi les pièces produites par la Theatre Guild qu'il met en scène à Broadway (jusqu'en 1937), mentionnons Boubouroche de Georges Courteline (1921, avec Arnold Daly dans le rôle-titre), R. U. R. de Karel Čapek (1922-1923, avec Basil Sydney et Helen Westley), César et Cléopâtre de George Bernard Shaw (1925, avec Lionel Atwill et Helen Hayes dans les rôles-titre) et Le deuil sied à Électre d'Eugene O'Neill (1931-1932, avec Alice Brady et Alla Nazimova).
Toujours pour Broadway, il est notamment l'auteur de Madame Sand (1917-1918, avec Walter Kingsford) et Molière (1919, avec Henry Miller (en) dans le rôle-titre).
Par ailleurs, au cinéma, Philip Moeller réalise deux films américains, Le Temps de l'innocence (en) (1934, avec Irene Dunne et John Boles, d'après le roman éponyme d'Edith Wharton), puis Cœurs brisés (1935, avec Katharine Hepburn et Charles Boyer).
Il meurt en 1958, à 77 ans.

## Théâtre à Broadway (intégrale)

### Acteur
- 1915 : Another Interior de Murdock Pemberton : « une liqueur irrésistible »

### Dramaturge
- 1915 : Two Blind Beggars and One Less Blind
- 1915-1916 : The Roadhouse 1616-1916
- 1915-1916 : Helena's Husband (+ metteur en scène)
- 1916 : La Mort de Tintagiles (The Death of Tintagiles) de Maurice Maeterlinck (adaptation anglaise)
- 1916 : Sisters of Susanne
- 1917-1918 : The Beautiful Legend of Pokey et Madame Sand
- 1919 : Molière (Moliere)
- 1920 : Sophie

### Metteur en scène

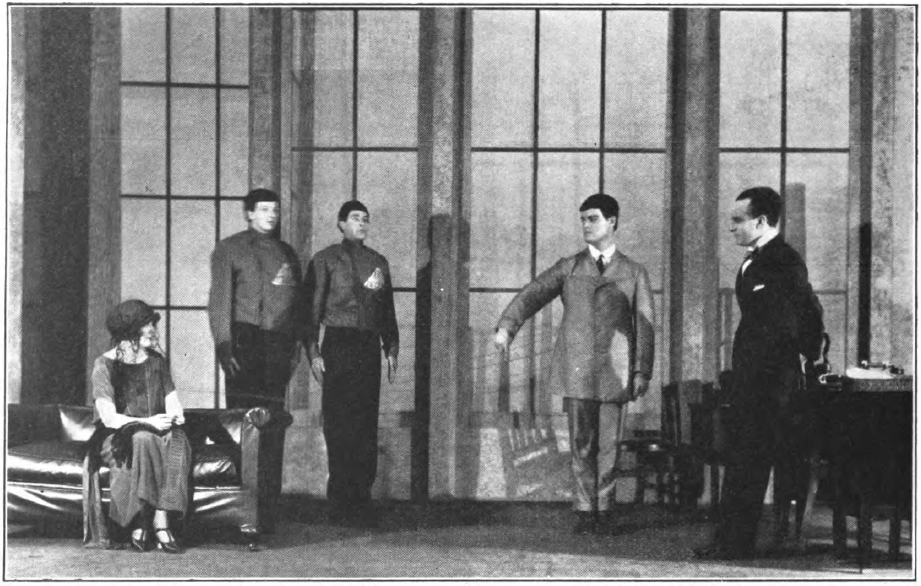
R. U. R. (1923),
avec Basil Sydney (à d.)

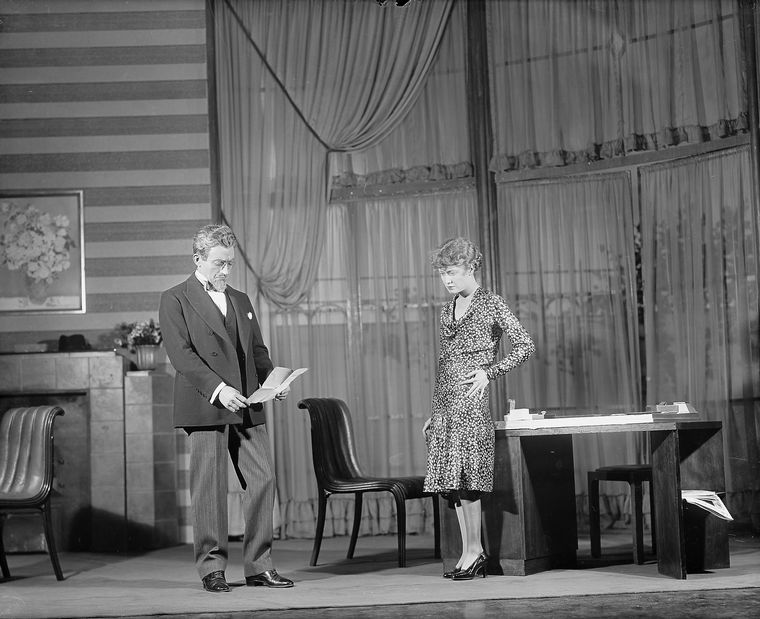
Le Chameau par le chas de l'aiguille (1929), avec Claude Rains

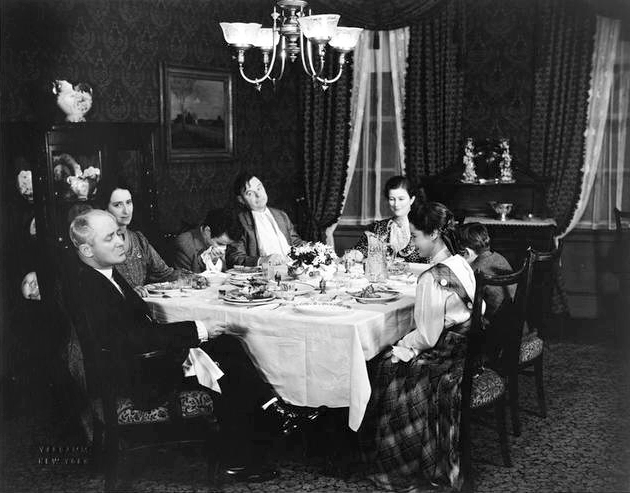
Ah, Solitude ! (1933)
avec George M. Cohan (à g.)

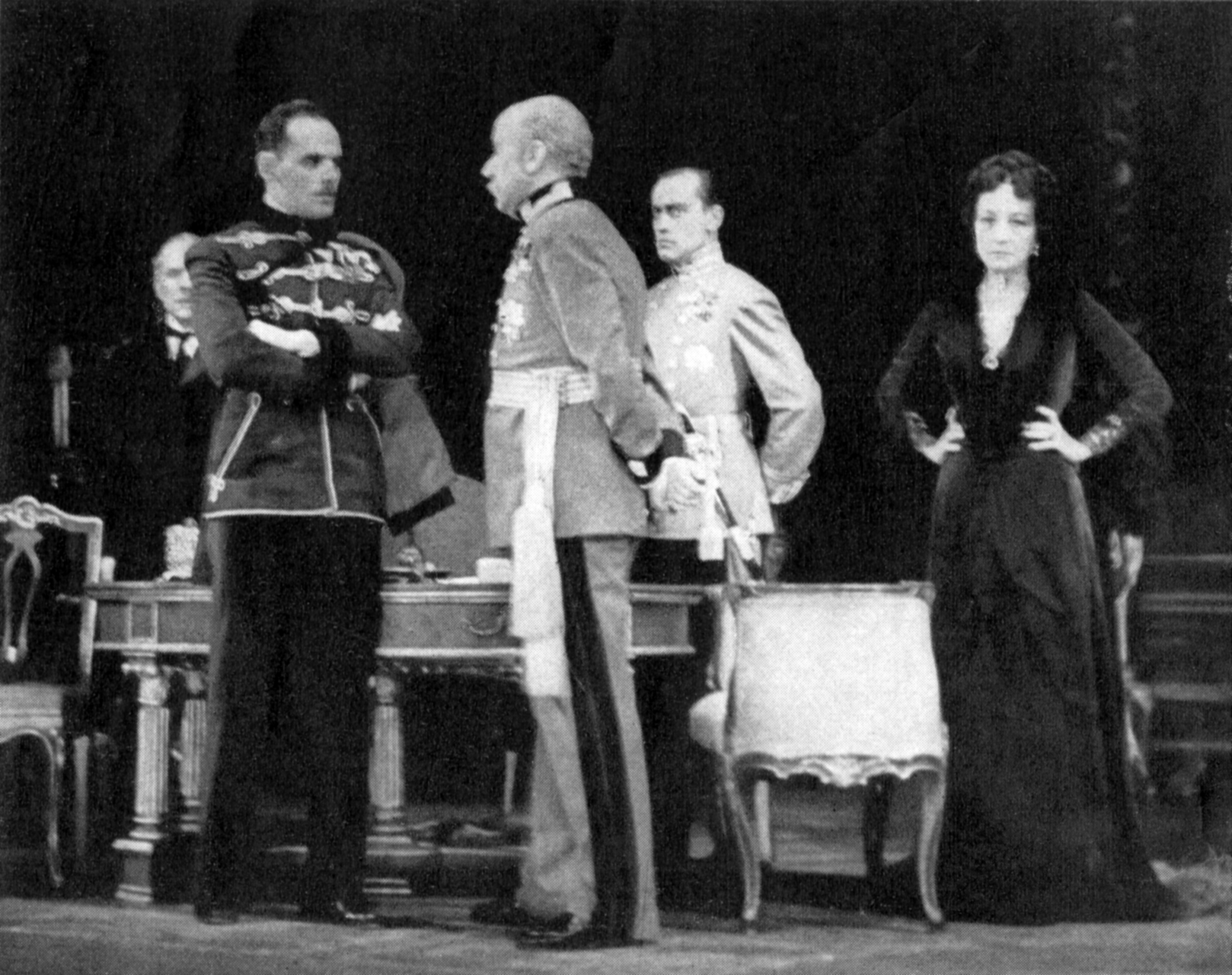
The Masque of Kings (1937),
avec Henry Hull (les bras croisés)

- 1921 : John Hawthorne de David Liebovits
- 1921 : Mr. Pim Passes By d'Alan Alexander Milne (+ reprise en 1927)
- 1921 : Boubouroche de Georges Courteline, adaptation de Ruth Livingstone
- 1922 : En remontant à Mathusalem (Back to Mathusalem) de George Bernard Shaw (mise en scène de la 5e partie)
- 1922-1923 : R. U. R. de Karel Čapek
- 1924 : Fata Morgana d'Ernest Vajda, adaptation de James L. A. Burrell
- 1924-1925 : L'Officier de la garde (The Guardsman) de Ferenc Molnár, adaptation de Grace Isabel Colbron et Hans Bartsch, décors de Jo Mielziner
- 1924-1925 : They Knew What They Wanted (en) de Sidney Howard
- 1925 : César et Cléopâtre (Caesar and Cleopatra) de George Bernard Shaw
- 1925 : The Glass Slipper de Ferenc Molnár
- 1925-1926 : Le Héros et le Soldat (Arms and the Man), Androclès et le Lion (Androcles and the Lion) et L'Homme du destin (The Man of Destiny) de George Bernard Shaw
- 1926 : The Chief Thing de Nicolas Evreïnoff, adaptation de Leo Randole et Herman Bernstein
- 1926 : At Mrs. Beam's de C. K. Munro
- 1926 : Juarez and Maximilian de Franz Werfel
- 1926-1927 : Ned McCobb's Daughter de Sidney Howard
- 1927 : Les Frères Karamazov (The Brothers Karamazov), adaptation par Rosalind Ivan (d'après l'adaptation française de Jacques Copeau et Jean Croué) du roman éponyme de Fiodor Dostoïevski
- 1927 : À chacun sa vérité (Right You Are If You Think You Are) de Luigi Pirandello
- 1927 : The Second Man de S. N. Behrman (+ producteur associé)
- 1928-1929 : L'Étrange Intermède (en) (Strange Interlude) d'Eugene O'Neill, décors de Jo Mielziner
- 1928 : Volpone de Ben Jonson, adaptation de Ruth Langner (+ reprise en 1930)
- 1928-1929 : La Commandante Barbara (Major Barbara) de George Bernard Shaw
- 1928-1929 : Caprice de Sil-Vara (+ adaptation anglaise)
- 1929 : Dynamo (en) d'Eugene O'Neill
- 1929 : Le Chameau par le chas de l'aiguille (The Camel Through the Needle's Eye) de František Langer (+ adaptation anglaise)
- 1929 : Karl et Anna (Karl and Anna), adaptation par Ruth Langner du roman éponyme de Leonhard Frank
- 1929 : Meteor de S. N. Behrman
- 1930 : La Charrette de pommes (The Apple Cart) de George Bernard Shaw
- 1930 : Hotel Universe de Philip Barry
- 1930-1931 : Elizabeth the Queen (en) de Maxwell Anderson
- 1930-1931 : Midnight de Claire et Paul Sifton
- 1931 : Getting Married de George Bernard Shaw
- 1931-1932 : Le deuil sied à Électre (Mourning Becomes Electra) d'Eugene O'Neill, décors et costumes de Robert Edmond Jones
- 1932 : La Lune dans le fleuve jaune (The Moon in the Yellow River) de William Denis Johnston
- 1932 : La Terre chinoise (The Good Earth), adaptation par Donald et Owen Davis du roman éponyme de Pearl Buck
- 1932-1933 : Biography de S. N. Behrman, décors de Jo Mielziner (+ reprise en 1934)
- 1933 : American Dream de George O'Neil
- 1933 : La maschera e il volto (The Mask and the Face) de Luigi Chiarelli, adaptation de William Somerset Maugham
- 1933-1934 : Ah, Solitude ! (en) (Ah, Wilderness!) d'Eugene O'Neill, décors de Robert Edmond Jones
- 1934 : Jours sans fin (Days Without End) d'Eugene O'Neill
- 1934 : They Shall Not Die de John Wexley
- 1934 : Jigsaw de Dawn Powell
- 1934 : A Sleeping Clergyman de James Bridie
- 1934-1935 : Rain from Heaven de S. N. Behrman
- 1936 : End of Summer de S. N. Behrman
- 1936 : And Stars Remain de Julius J. Epstein et Philip G. Epstein
- 1936-1937 : Prelude to Exile de William J. McNally
- 1937 : The Masque of Kings de Maxwell Anderson
- 1937 : Sturm im Wasserglass (Storm Over Patsy) de Bruno Frank, adaptation de James Bridie
- 1937 : To Quito and Back de Ben Hecht

## Filmographie (réalisateur)

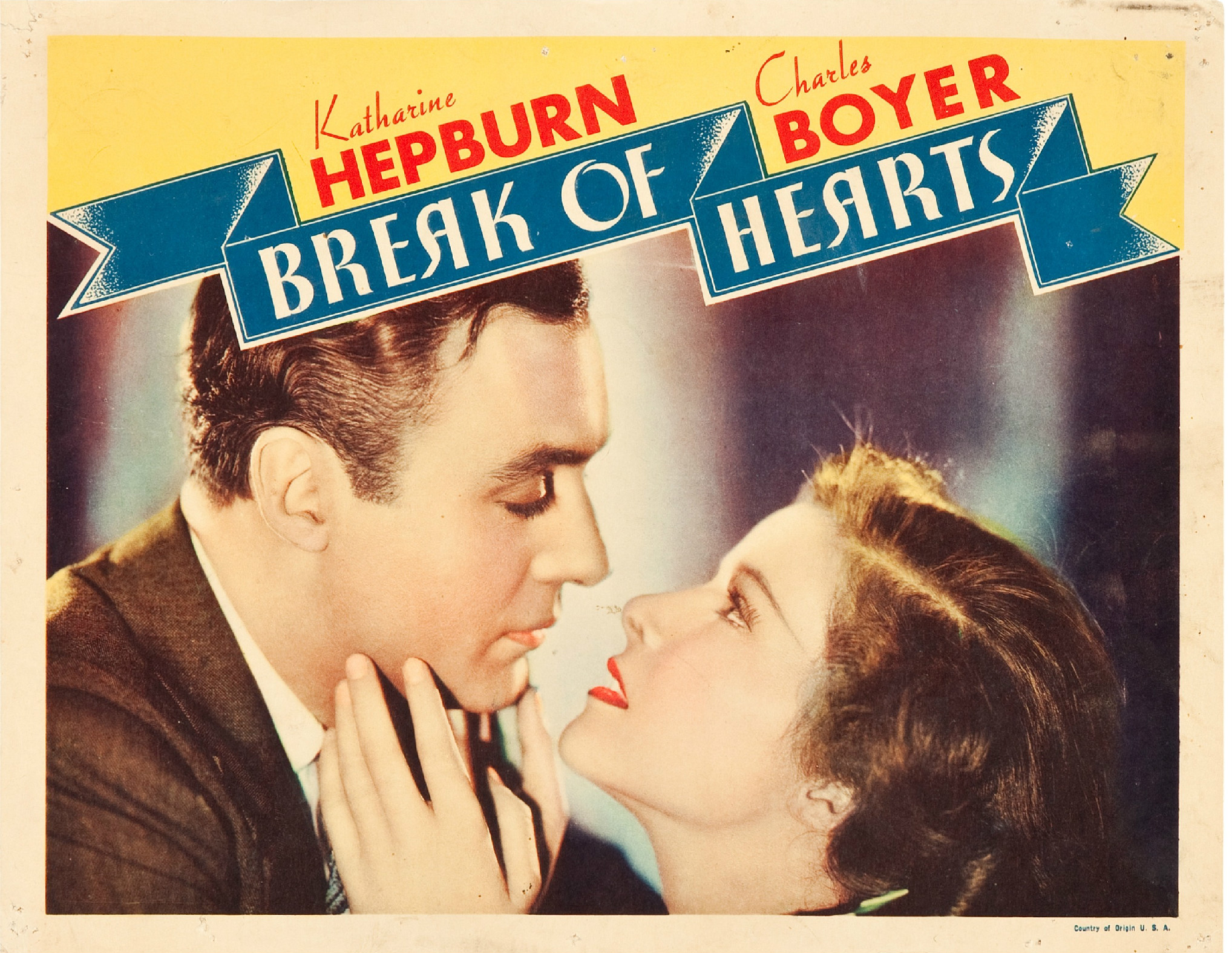
Cœurs brisés (1935, réalisateur),
avec Charles Boyer et Katharine Hepburn

- 1934 : Le Temps de l'innocence (en) (The Age of Innocence)
- 1935 : Cœurs brisés (Break of Hearts)

## Note et référence
1. ↑  Ce roman fait l'objet en 1993 d'une nouvelle adaptation au cinéma sous le même titre, réalisée par Martin Scorsese.